# Grêmio Esportivo Novorizontino
Il Grêmio Esportivo Novorizontino, noto anche semplicemente come Novorizontino, era una società calcistica brasiliana con sede nella città di Novo Horizonte, nello stato di San Paolo.

## Storia
L'11 marzo 1973, il club è stato fondato come Pima Futebol Clube, dal nome di una fabbrica di scarpe chiamata Pima. Il club fu fondato per partecipare al campionato della città di Catanduva, la Liga Catanduvense.
Nel 1974 e nel 1975, il Pima ha vinto la Liga Catanduvense.
Nel 1976, il reparto di calcio del Pima è diventato professionistico e il club ha cambiato nome in Grêmio Esportivo Novorizontino. Nello stesso anno, il club si è iscritto al Campeonato Paulista Série A3, e ha iniziato a disputare partite professionistiche.
Nel 1990, il Novorizontino ha raggiunto la finale del Campionato Paulista, contro il Bragantino, dopo aver battuto club come Palmeiras, Guarani e Portuguesa. La finale, soprannominata finale caipira  (final caipira, in portoghese), dopo due pareggi, è stata vinta dal Bragantino, grazie alla migliore campagna del Bragantino.
Nel 1994, il Novorizontino ha vinto il unico titolo nazionale, il Campeonato Brasileiro Série C, dopo aver battuto il Ferroviária in finale. Il club ottenne così la promozione nella seconda divisione nazionale dell'anno successivo.
Nel 1994, la famiglia Chedid assunse il controllo del reparto di calcio del club.
Nel 1996, il club non ha partecipato al Campeonato Brasileiro Série B a causa di una crisi finanziaria.
Il 26 aprile 1998, il Novorizontino ha giocato la sua ultima partita professionistica, contro il Paraguaçuense all'Estádio Municipal Carlos Afine, a Paraguaçu Paulista. La partita era valida per il Campeonato Paulista Série A2, e il Paraguaçuense vinse 4-0.
Nel 1999, a causa di molti debiti, il club non ha potuto pagare le tasse della Federação Paulista de Futebol, in questo modo il club non ha potuto partecipare alle competizioni statali di San Paolo, e infine il suo reparto di calcio venne chiuso.

## Palmarès

### Competizioni nazionali
- Campeonato Brasileiro Série C: 1

1994

### Altri piazzamenti
- Campionato paulista:

Finalista: 1990